# Nazerath
Nazerath es una ciudad y nagar Panchayat situada en el distrito de Thoothukudi en el estado de Tamil Nadu (India). Su población es de 16584 habitantes (2011).

## Demografía
Según el censo de 2011 la población de Nazerath era de 16584 habitantes, de los cuales 8176 eran hombres y 8408 eran mujeres. Nazerath tiene una tasa media de alfabetización del 94,75%, superior a la media estatal del 80,09%: la alfabetización masculina es del 96,63%, y la alfabetización femenina del 92,94%.